# パリ〜ツール2012
パリ〜ツール2012は、パリ〜ツール（UCIヨーロッパツアー1.HC）の106回目のレース。2012年10月7日に行われた。

## 結果
- シャトーヌファン＝ティメレ 〜 トゥール 235.5km

| 順位 | 選手名                         | 国籍     | チーム                                     | 時間          |
| ---- | ------------------------------ | -------- | ------------------------------------------ | ------------- |
| 1    | マルコ・マルカート             | イタリア | ヴァカンソレイユ・DCM                      | 4時間50分34秒 |
| 2    | ラウレンス・デ・フレース       | ベルギー | トップスポート・フラーンデレン・メルカトル | 同            |
| 3    | ニキ・テルプストラ             | オランダ | オメガファーマ・クイックステップ           | 同            |
| 4    | ヨーン・デーゲンコルプ         | ドイツ   | アルゴス・シマノ                           | +06秒         |
| 5    | ローラン・ピション             | フランス | ブルターニュ・シュラー                     | +12秒         |
| 6    | フレフ・ファン・アヴェルマート | ベルギー | BMC・レーシングチーム                      | 同            |
| 7    | ビェルン・ルークマンス         | ベルギー | ヴァカンソレイユ・DCM                      | 同            |
| 8    | ジョナタン・イヴェール         | フランス | ソル・ソジャスュン                         | +19秒         |
| 9    | イェンス・クークレイル         | ベルギー | オリカ・グリーンエッジ                     | 同            |
| 10   | ズデネク・シュティバル         | チェコ   | オメガファーマ・クイックステップ           | 同            |